# بوفاونتو
بوفاونتو یک قلعه واقع در قبرس می‌باشد.

## نگارخانه

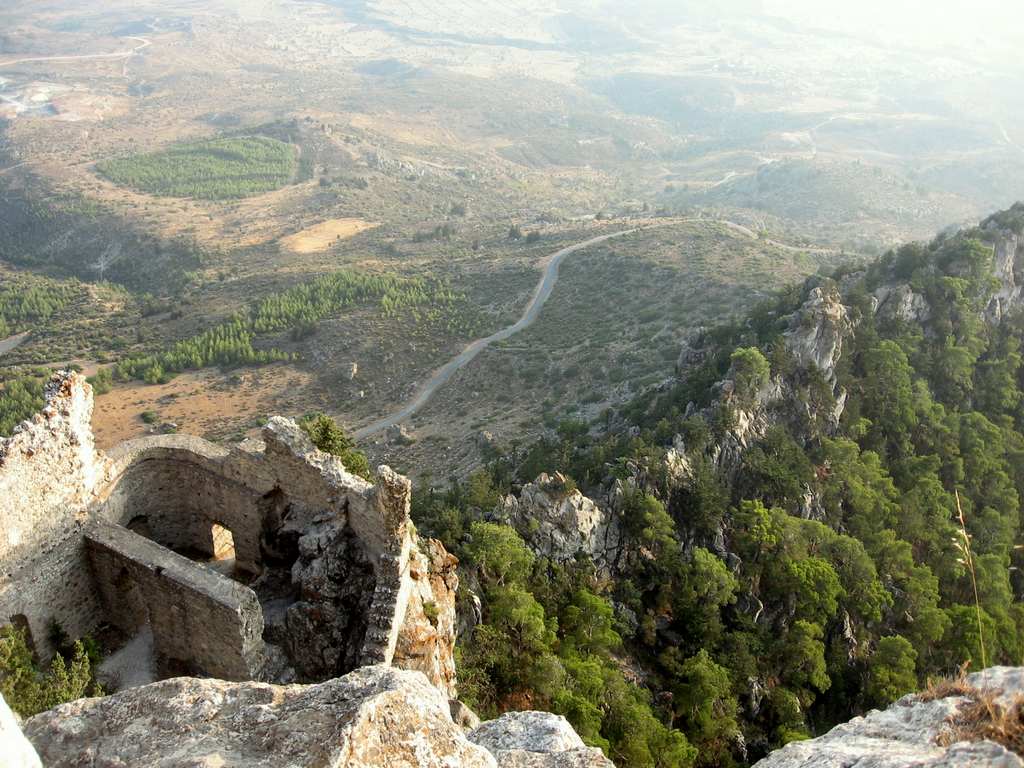
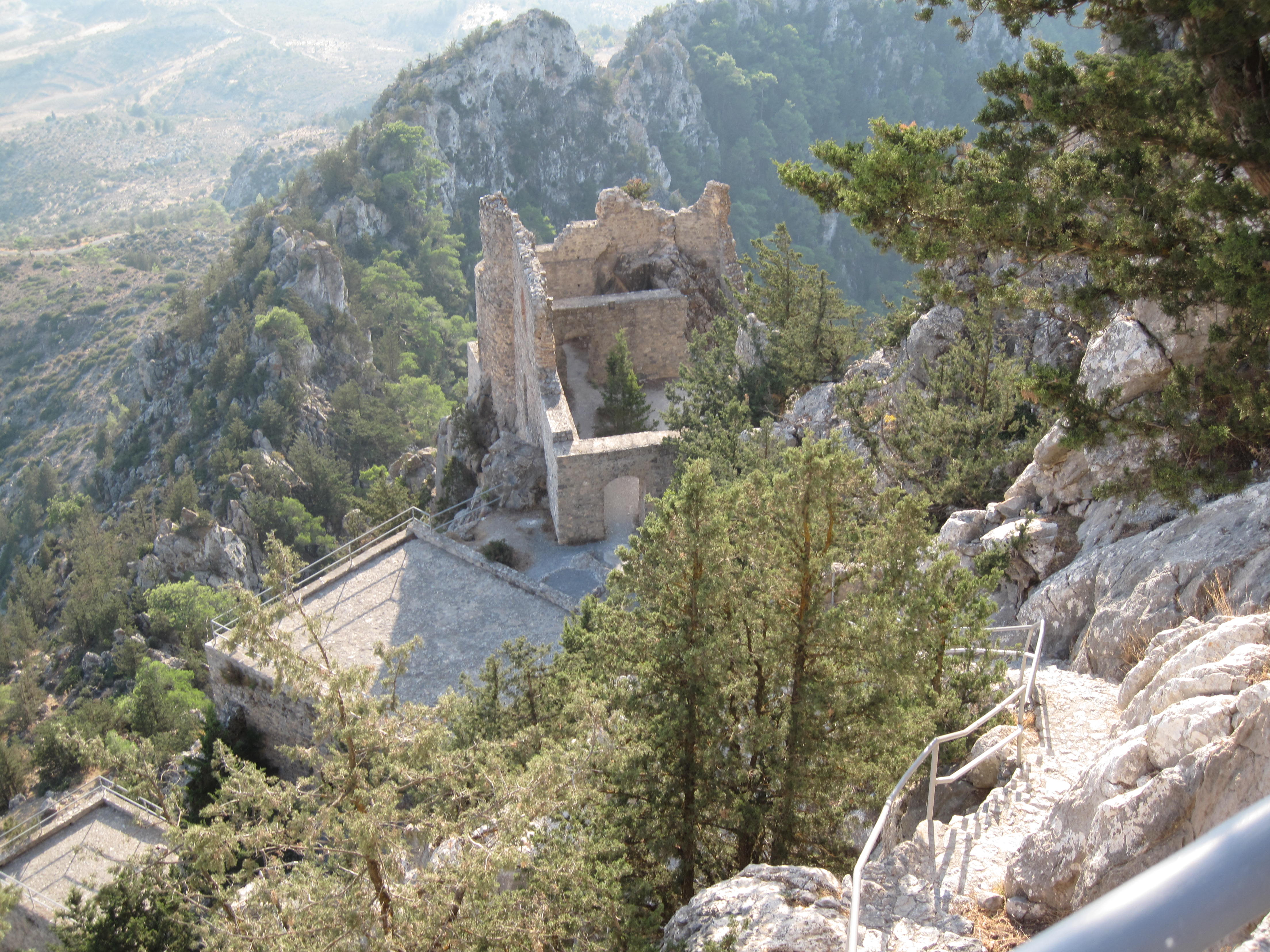
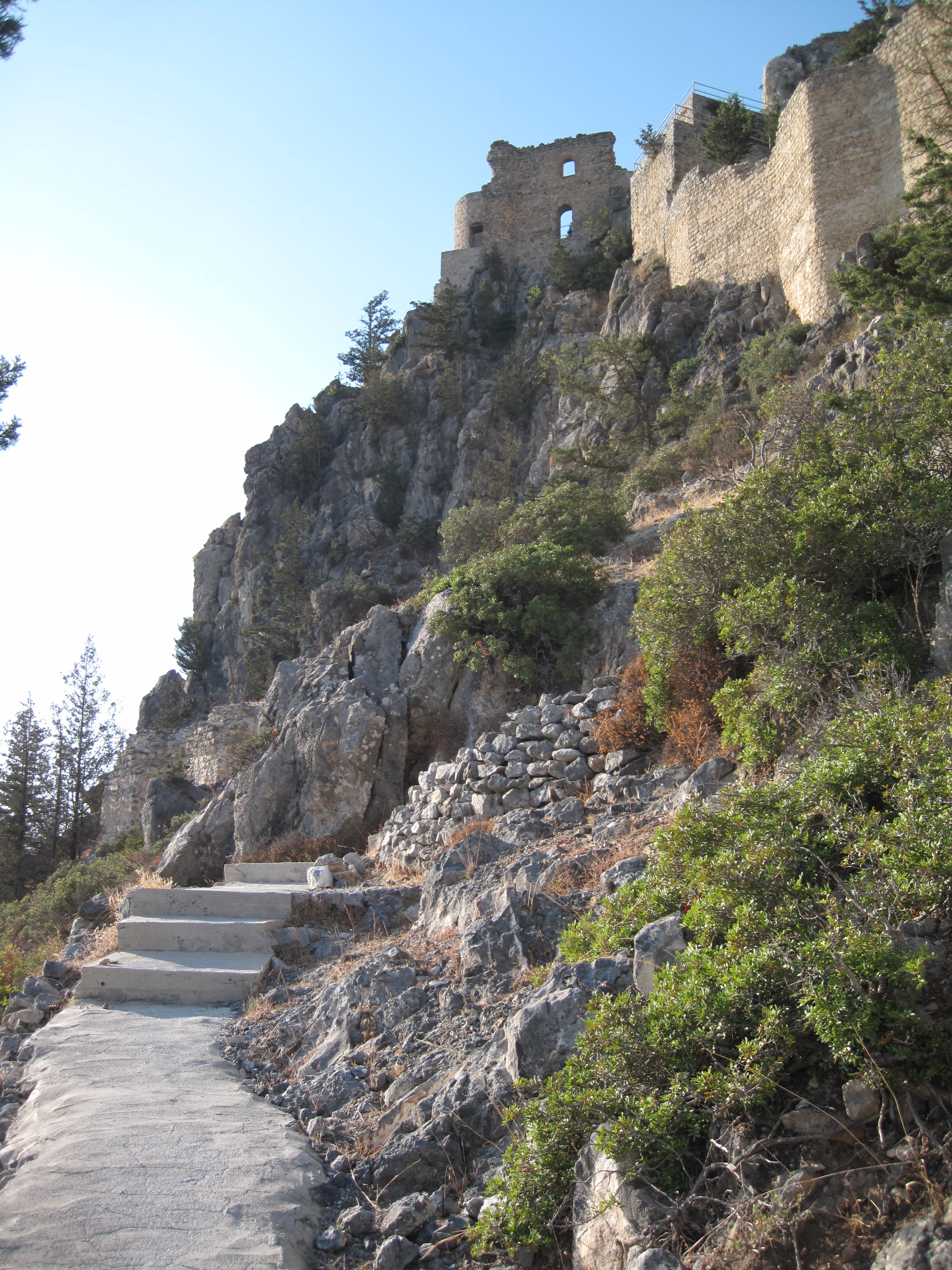
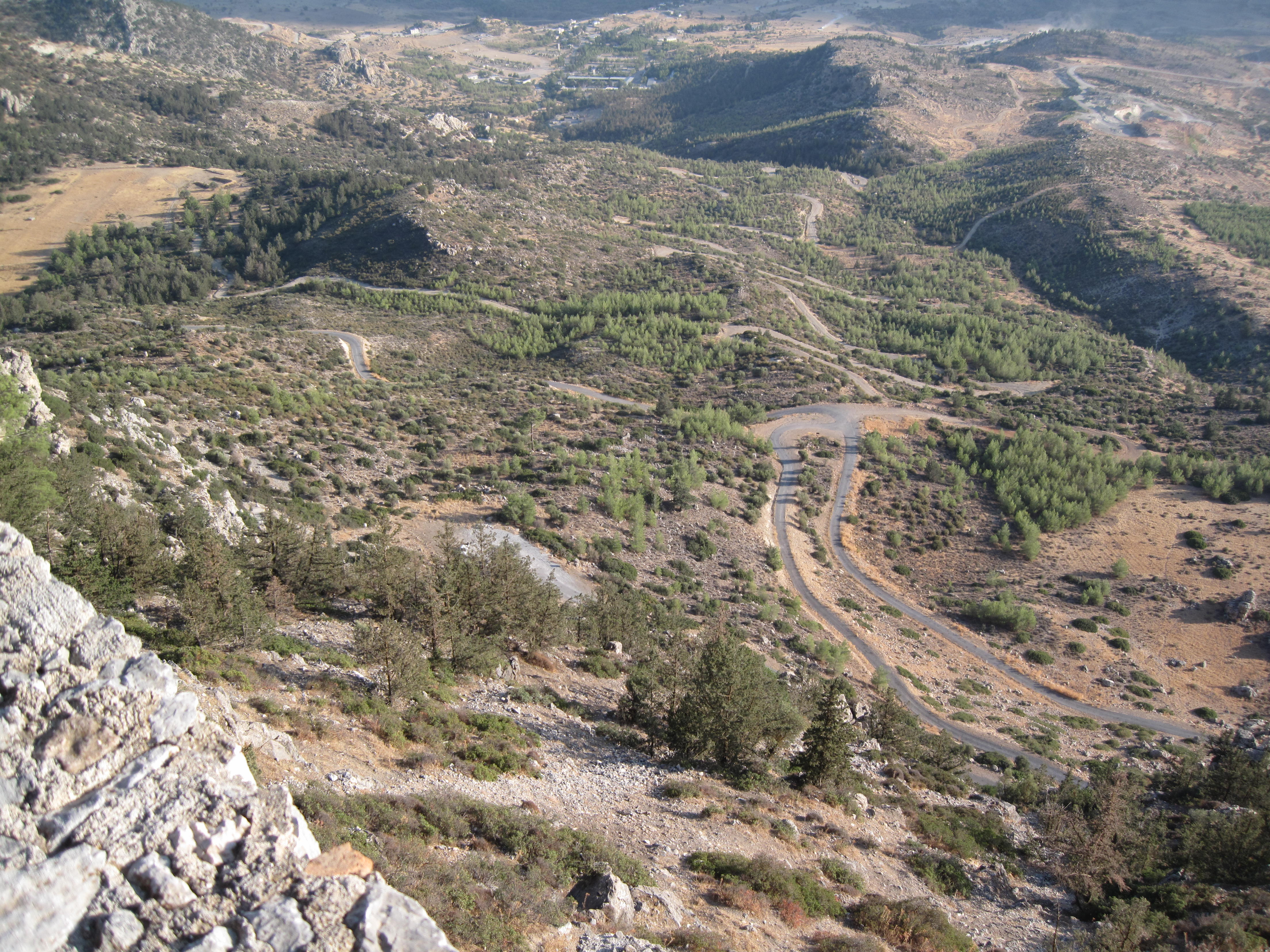
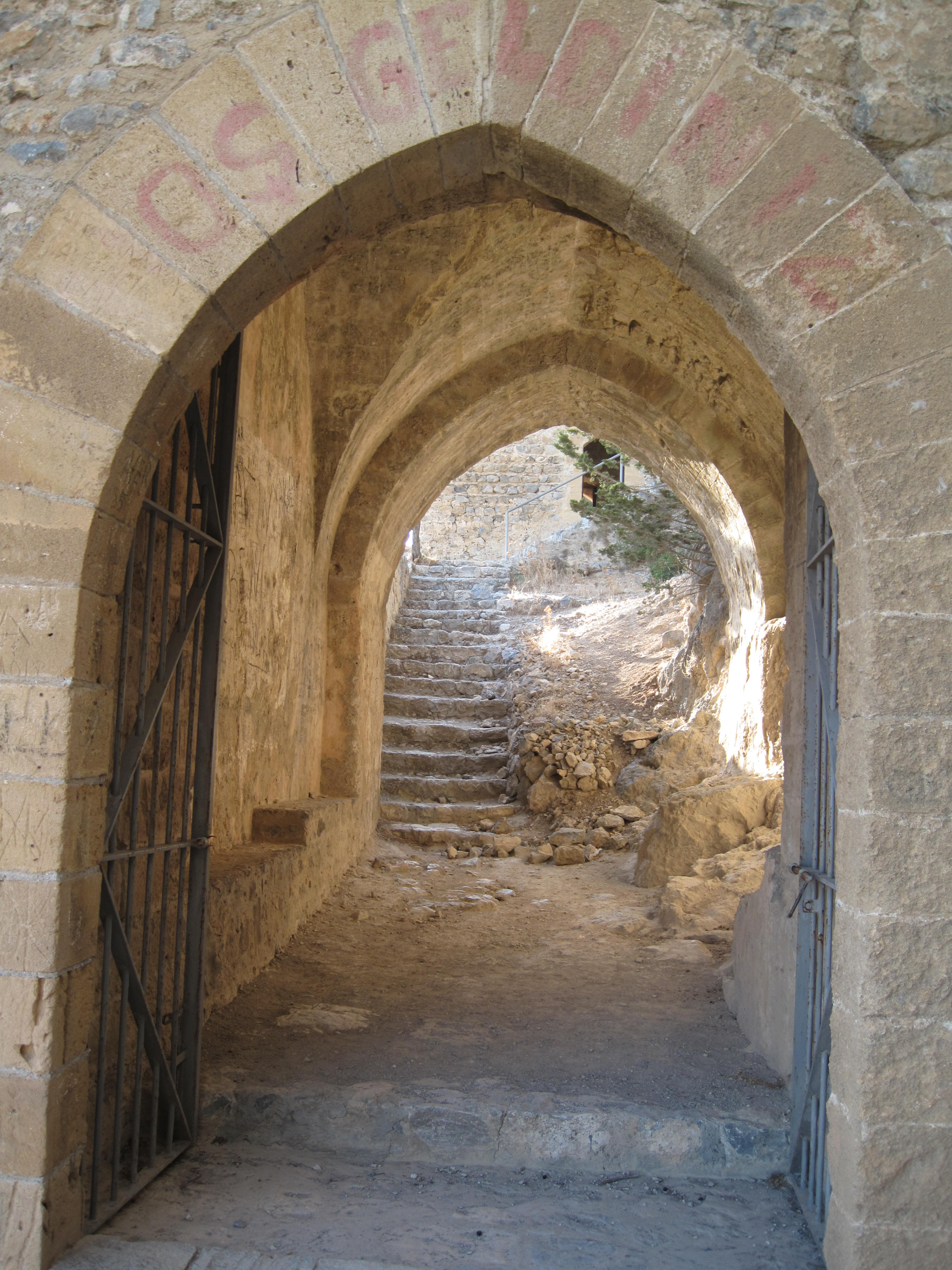
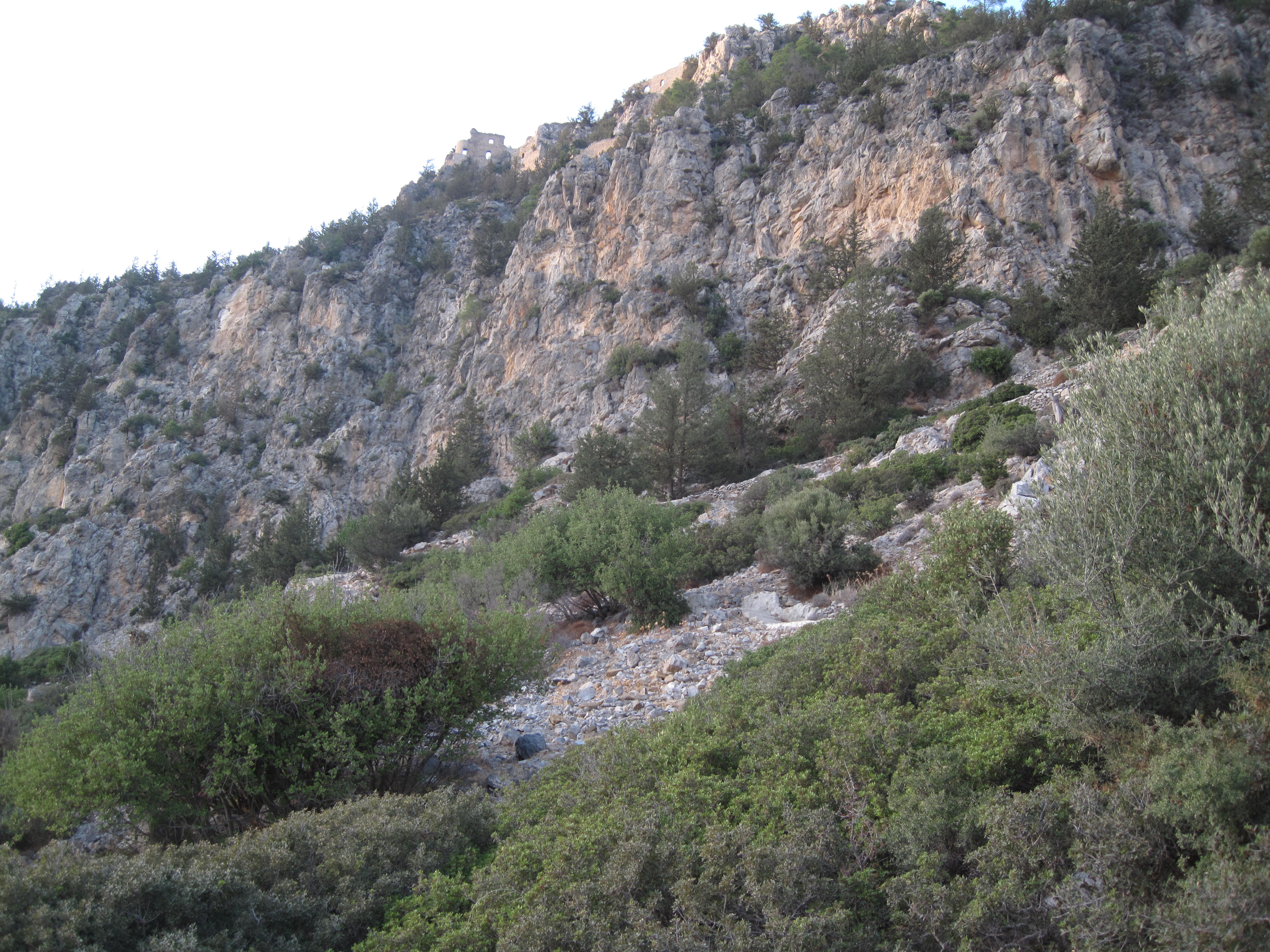